# Нулато (Аляска)
Нулато (англ. Nulato, коюк. Noolaaghe Doh) — город в зоне переписи населения Юкон-Коюкук, штат Аляска, США.

## География

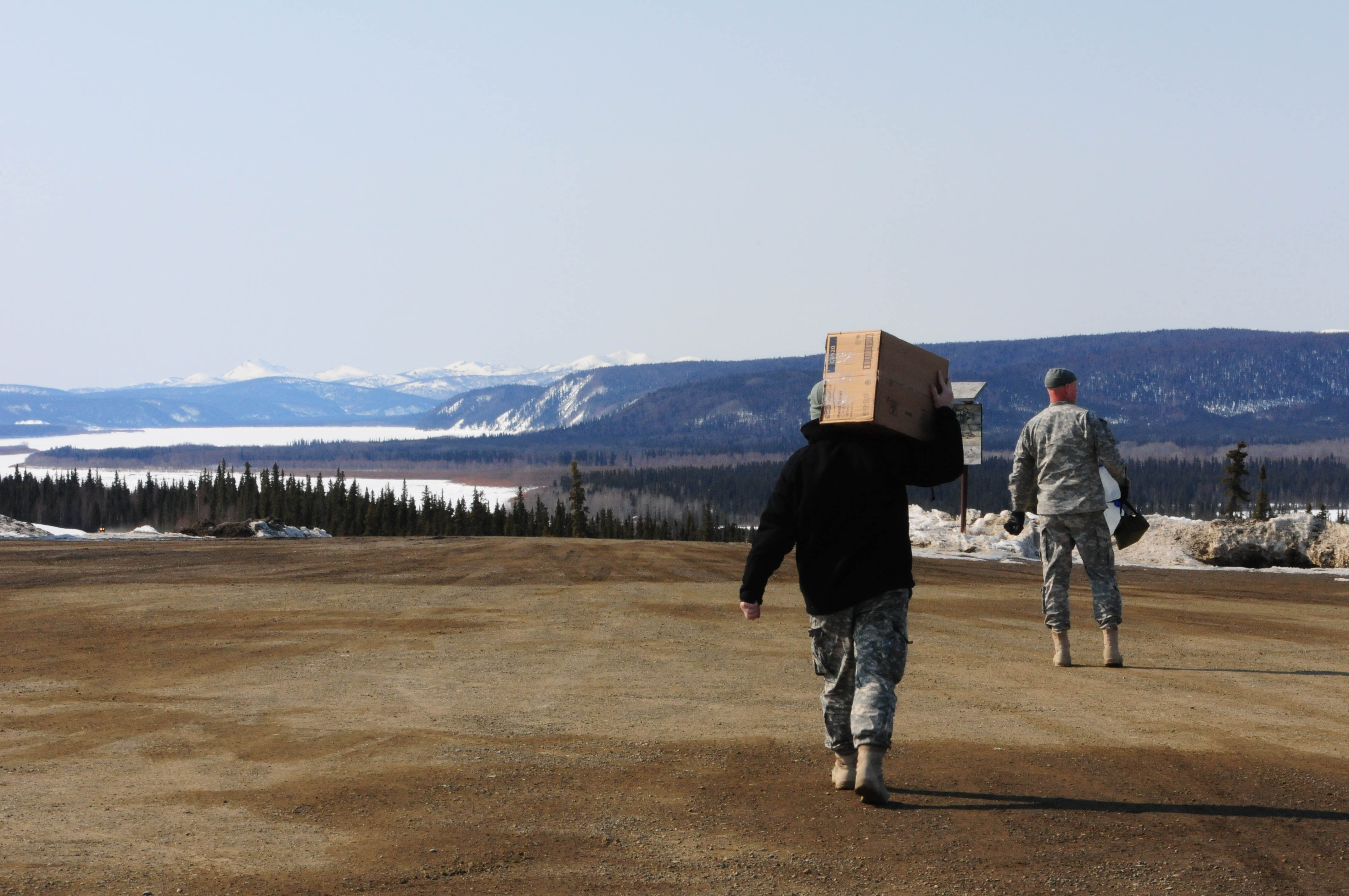
Пополнение запасов медицинского корпуса в Нулато

Нулато расположен в западной части центральной Аляски на берегу реки Юкон. Площадь города составляет 116 км², из которых 5,3 км² (ок. 4,6 %) занимают открытые водные пространства. Город обслуживает одноимённый аэропорт.

## История
В 1838 году русский исследователь Пётр Васильевич Малахов и четыре его человека посетили индейское селение Нулагито, где раньше не ступала нога белого человека. Там жило 36 человек, белых встретили очень добродушно, и они прожили там почти два месяца. На следующий год он с отрядом вернулся туда, но увидел, что селение практически уничтожено оспой, которую он, скорее всего, сам и занёс год назад, выжили лишь три женщины и пять детей. Малахов основал на этом месте торговый пост. 
В 1841 году пост пришлось отстраивать заново, поскольку он был сожжён неизвестными. Постройкой занимался Василий Дерябин, он прибыл на место 8 сентября 1841 г. В связи с чем в американских источниках этот пост известен как "Форт Дерябин" (Fort Derabin).
16 февраля 1851 года в ходе восстания индейцев коюконов (рус. ттынайцев) против русских была вырезана значительная часть населения форта Нулато, по разным данным, от 40 до 50 чел., в том числе 15 православных христиан.
С 1884 года в регионе началась «золотая лихорадка», в 1887 году в поселении открылась первая школа и миссия Римско-католической церкви. В 1897 году открылось первое почтовое отделение. В конце XIX века эпидемии продолжили атаковать поселение, в частности, корь в 1900 году унесла жизни трети населения Нулато. К началу XX века в небольшом городке было 46 лодок на плаву, а у причала останавливалось по два парохода в день для приобретения дров. С 1906 года активность поселения замерла в связи с окончанием локальной «золотой лихорадки». В 1918 году в 53 километрах от Нулато был основан город Галина, у которого начали работу шахты по добыче свинца, в связи с чем испытал некоторый экономический подъём и Нулато.
В 1963 году Нулато получил статус города (city), в 1970-х годах были построены клиника, вторая школа, проложен водопровод, появилось радио и телевидение. В 1981 году в полутора километрах к северу от Нулато, на холмах, где не страшны паводки и наводнения, началось строительство новой части города, в итоге по состоянию на 2006 год она уже более чем в два раза превышает площадь «старого города».

## Демография
Население
- 2000 — 336
- 2007 — 302
- 2010 — 264
- 2011 — 275
- 2020 — 239

Расовый состав
- индейцы (коюконы) — 94,3 %
- белые — 4,9 %
- прочие расы — 0,4 %
- смешанные расы — 0,4 %
- латиноамериканцы (любой расы) — 0,8 %

## В художественной литературе
Восстанию индейцев против русских в форте Нулато в 1851 году посвящён рассказ Джека Лондона «Потерявший лицо» (Lost Face, 1910).